# Lamprologus ocellatus

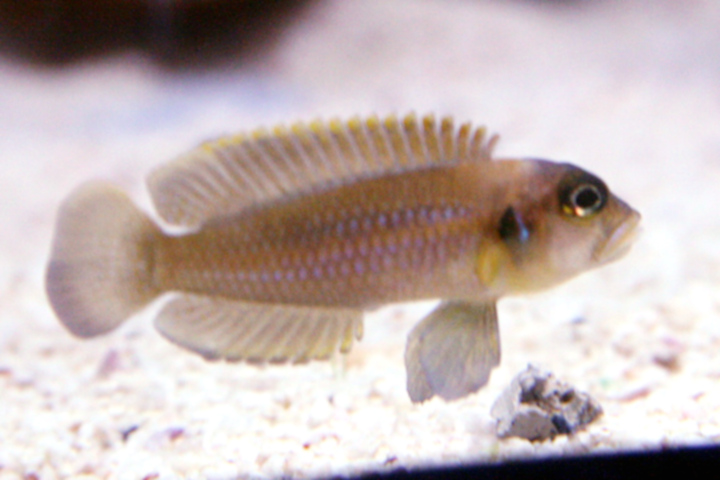
Un Lamprologus ocellatus en un aquari de Tailàndia

Lamprologus ocellatus és una espècie de peix de la família dels cíclids i de l'ordre dels perciformes endèmica del llac Tanganyika (Àfrica).
Els mascles poden assolir els 5,8 cm de longitud total.